# Lingua picena meridionale
La lingua picena meridionale,  o semplicemente lingua picena, era parlata nel I millennio a.C. nell'area abitata dall'antico popolo italico dei Piceni, corrispondente agli odierni territori delle Marche e dell'Abruzzo settentrionale. È una lingua italica osco-umbra, appartenente al gruppo dei dialetti sabellici.
È attestata da iscrizioni ritrovate nell'area che comprende a nord la provincia di Pesaro, a sud da quella dell'Aquila, ad ovest quella di Rieti e ad est la costa adriatica.
La lingua picena meridionale è detta anche sudpiceno, protosabellico o medio-adriatico.
Le espressioni "piceno meridionale" e "sudpiceno" erano nate per distinguere questa lingua da quella "picena settentrionale" o di Novilara, di natura oscura e di cui è dubbio l'effettivo uso nel territorio piceno settentrionale. Il ritrovamento di un'iscrizione in sudpiceno nel Pesarese, nel 2016, ha reso obsolete queste definizioni. Non esiste alcuna correlazione tra le due lingue.
La datazione delle ventisette iscrizioni picene ne ha individuato la diffusione in un periodo compreso fra la fine del VII secolo a.C. e l'inizio del III secolo a.C. L'alfabeto piceno, decifrato solo negli anni ottanta del Novecento, comprende in particolare l'uso di sette vocali (trascritte a, e, í, i, o, ú, u). Nel corso del periodo che va dal III al I secolo a.C. la lingua picena cessò gradualmente di essere usata, come testimonia il fatto che alle iscrizioni che usano l'alfabeto piceno succedono documenti scritti in alfabeto latino, sia pure in un dialetto detto sabellico.

## Caratteristiche e interpretazione della scrittura

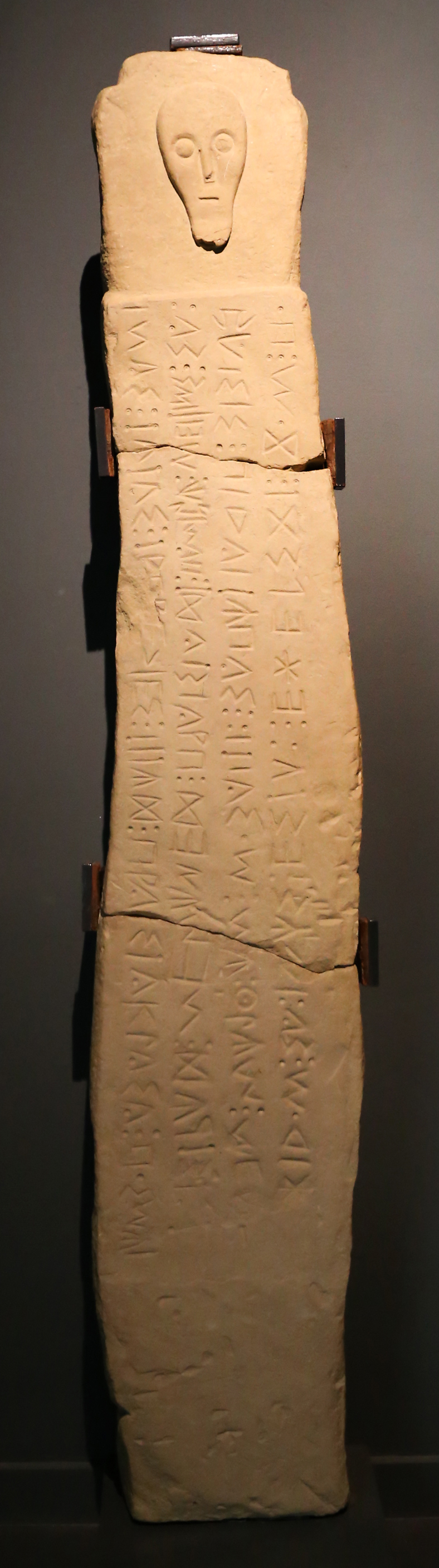
Stele integra di Penna Sant'Andrea (TE5)

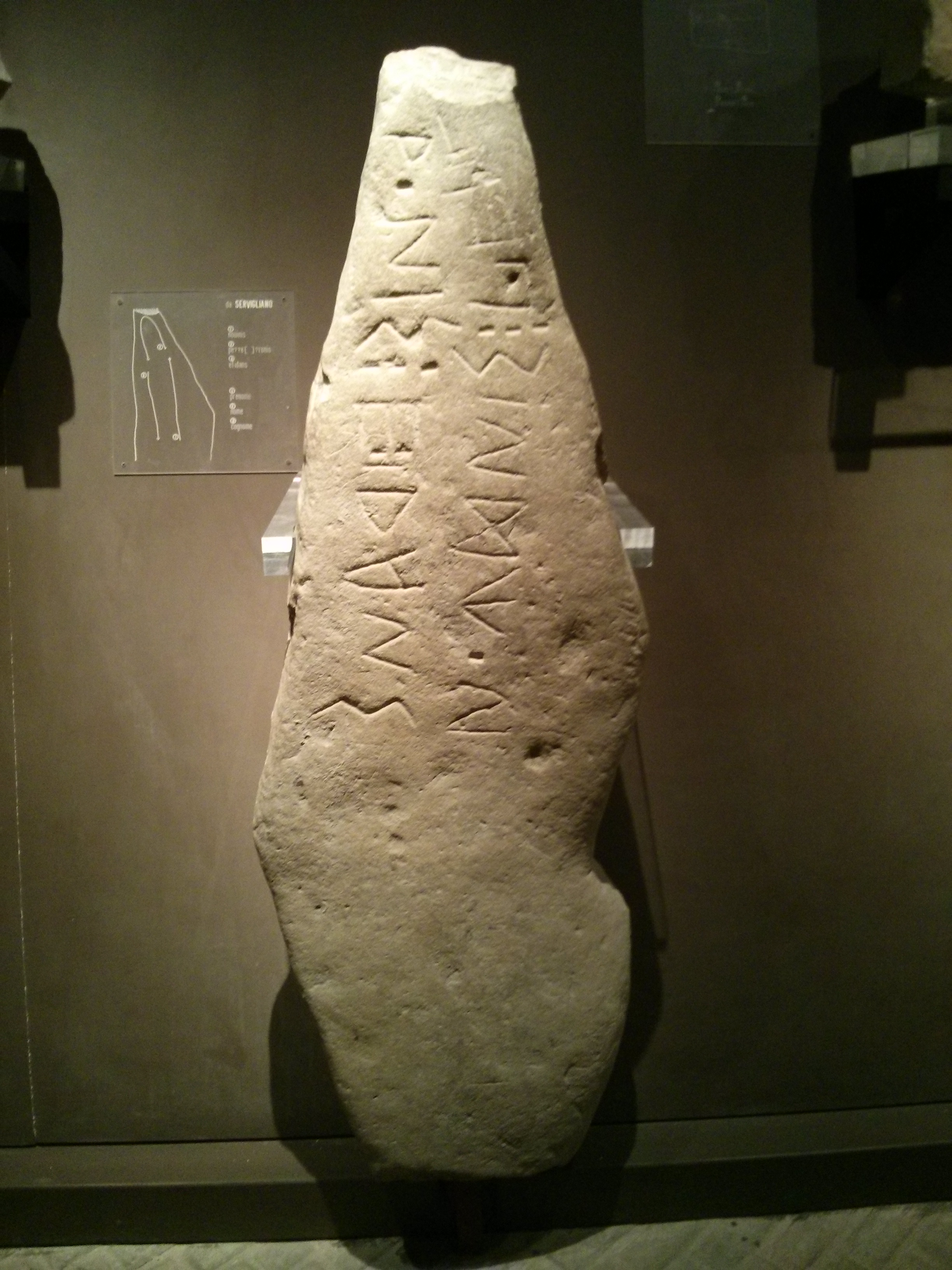
Stele di Servigliano (AP5)

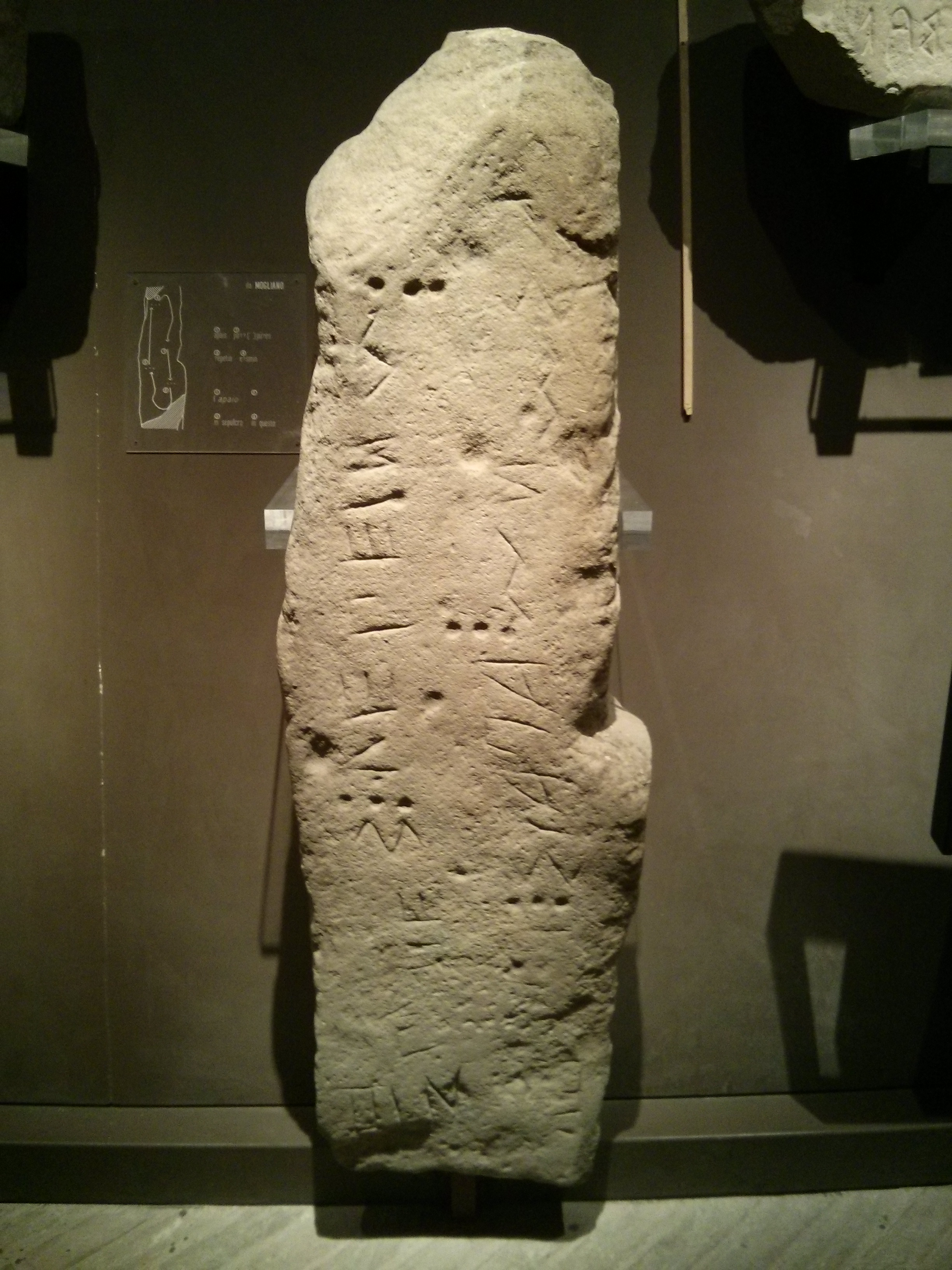
Stele di Mogliano (MC2)

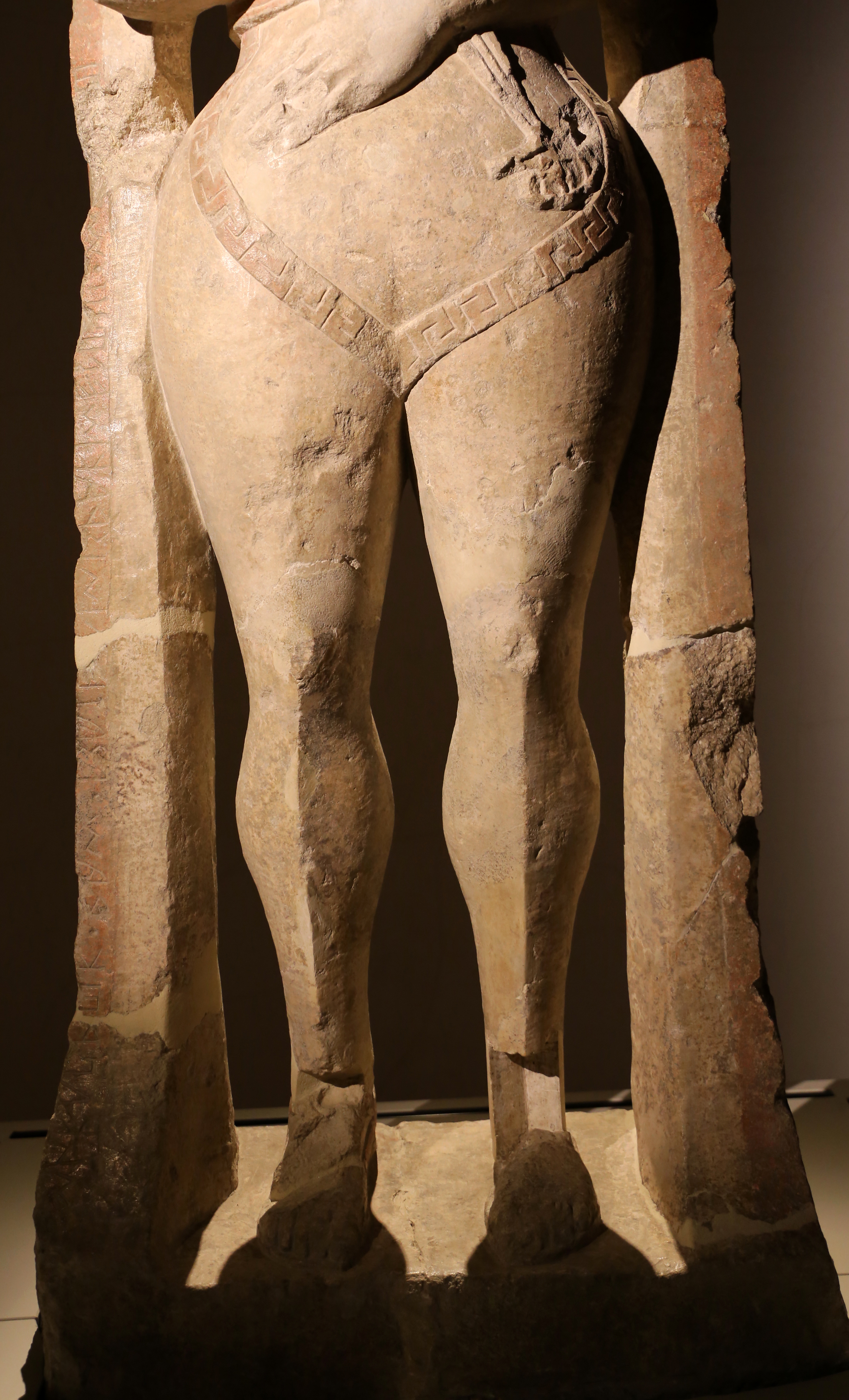
Iscrizione (sul pilastrino di sinistra) della statua del Guerriero di Capestrano (AQ2)

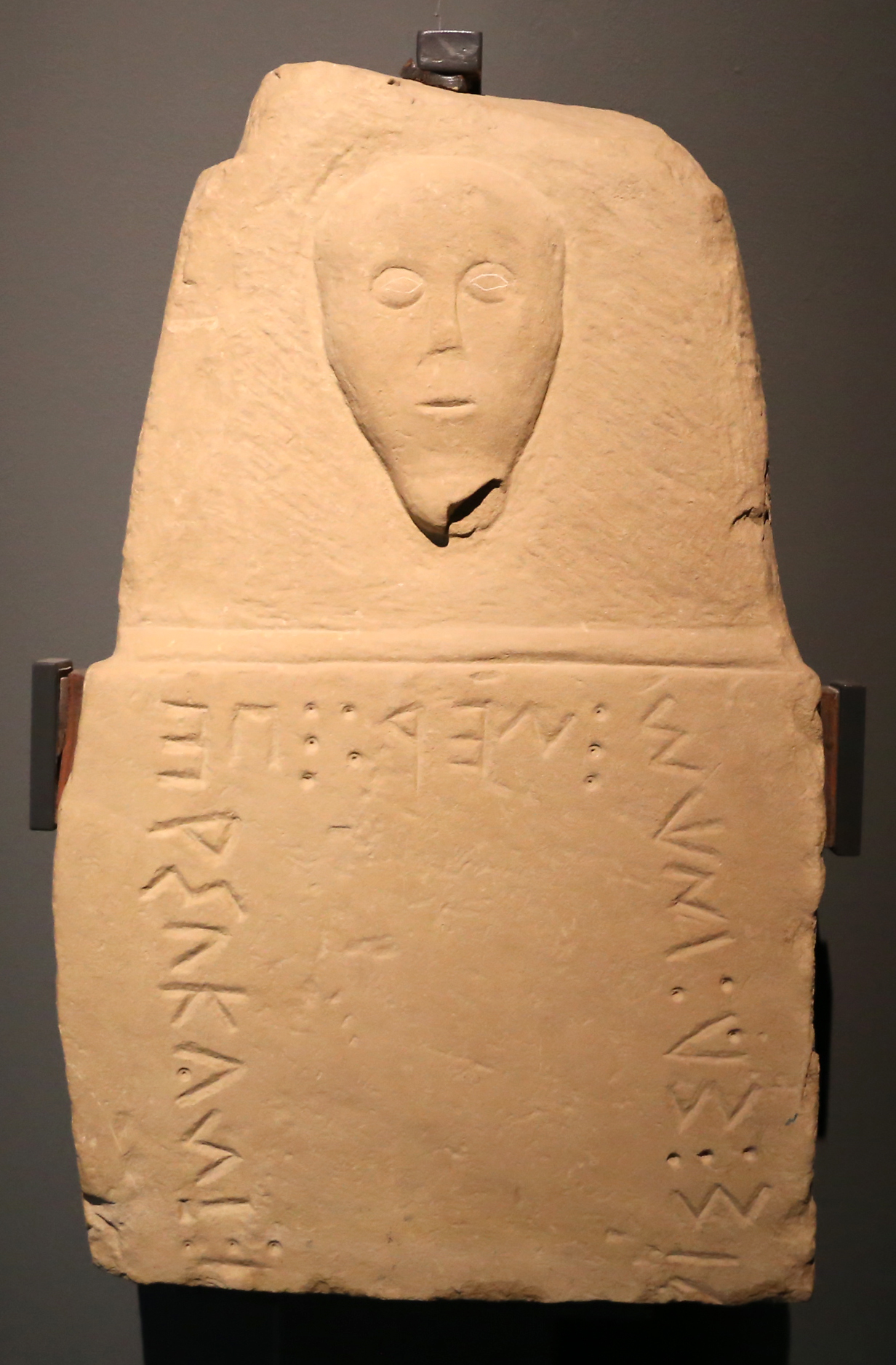
Stele frammentaria di Penna Sant'Andrea - parte superiore (TE6)

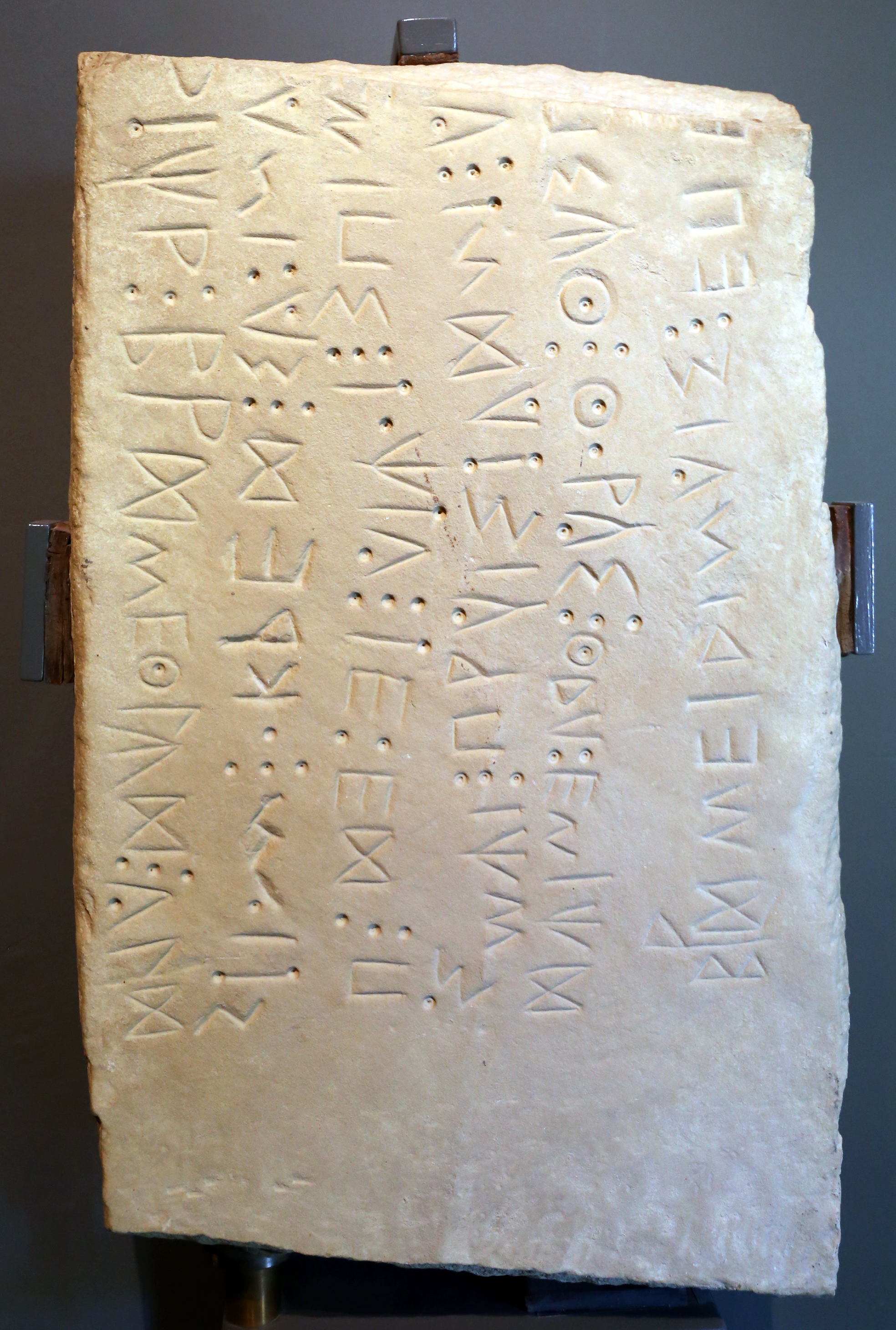
Stele frammentaria di Penna Sant'Andrea - parte inferiore (TE7)

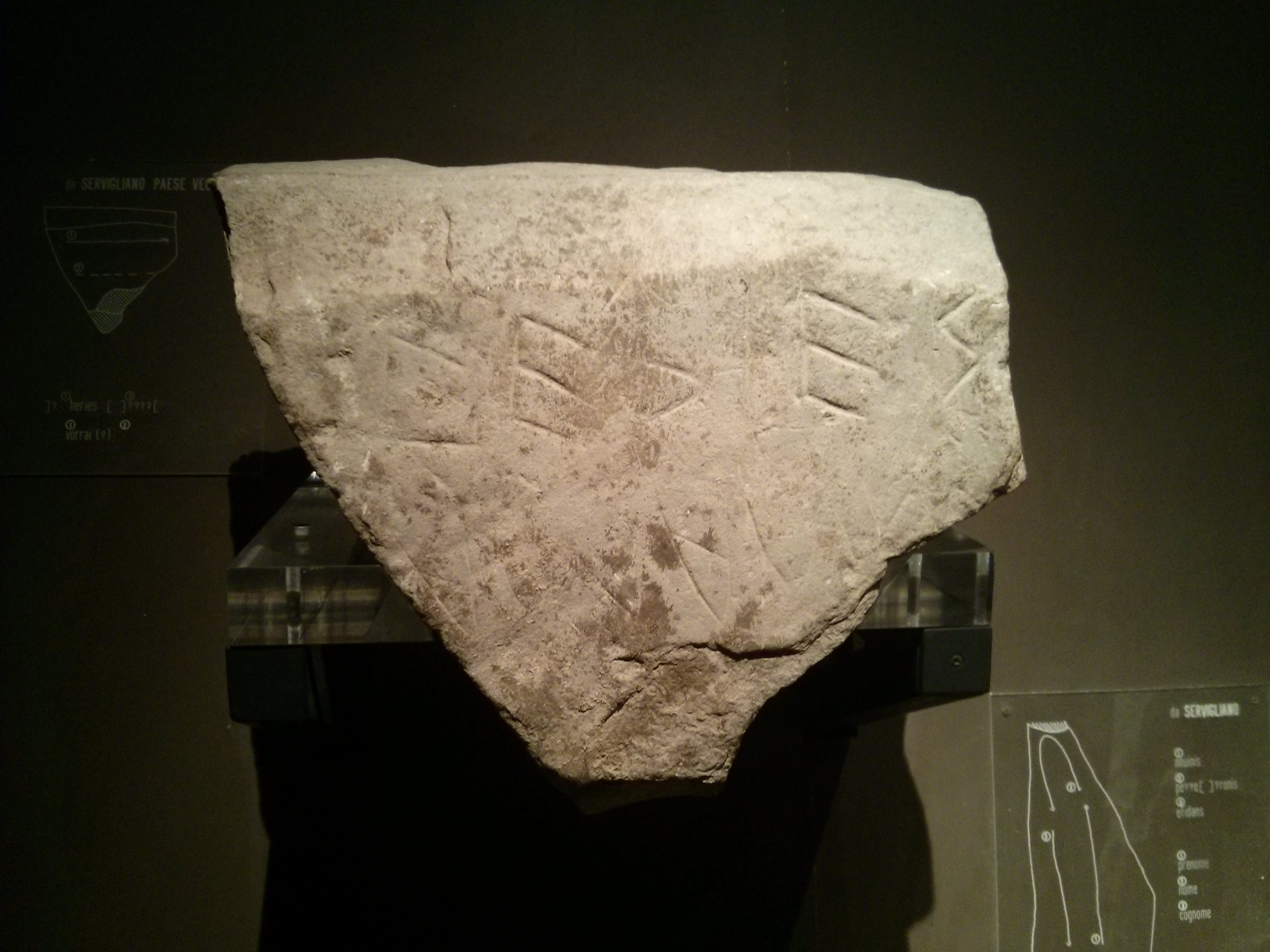
Stele di Servigliano - paese vecchio (AP6)

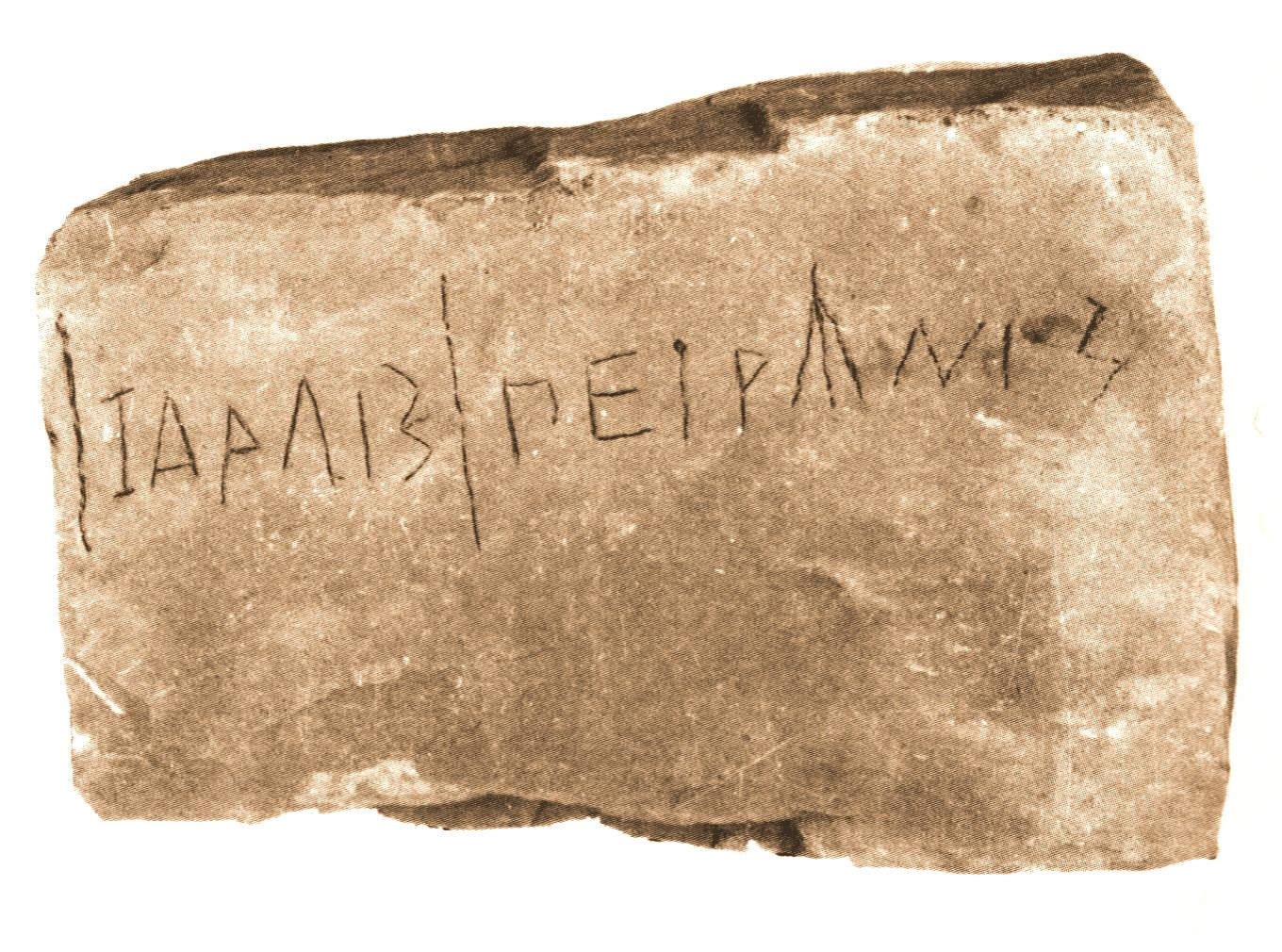
Stele di Falerone (AP4)

### Lettere e simboli
L'alfabeto della lingua picena è composto da ventiquattro lettere; l'uso di sette vocali rivela una accuratezza nella trascrizione del sistema vocalico maggiore di quella delle altre lingue italiche. Le venticinque lettere comprendono:
- sette vocali:
  -  = A
  -  = E ("E" aperta)
  -  = Ì ("E" chiusa)
  -  = I
  -  =  O ("O" aperta)
  -  = Ù ("O" chiusa)
  -  = U
- sedici consonanti (si veda la sezione Alfabeto);
- un segno ancora indecifrato[16]: .

Il segno di separazione tra due parole è costituito da tre punti sovrapposti: 

### Dall'impossibilità di leggere le iscrizioni alla loro traduzione
La relativa scarsità delle testimonianze e la difficoltà della loro interpretazione aveva a lungo oscurato non soltanto l'appartenenza del piceno meridionale al ceppo osco-umbro, ma perfino la sua indoeuropeità, tanto che il noto glottologo Francesco Ribezzo (1875 – 1952) considerava tale lingua piuttosto vicina all'etrusco.
Negli anni ottanta del Novecento si sono compiuti cinque passi fondamentali che hanno condotto alla possibilità di leggere le iscrizioni:
- i due punti sovrapposti , precedentemente considerati come segno di punteggiatura apparentemente ridondante, sono ora considerati il grafema che rappresenta il suono /f/;
- il punto al centro , anch'esso già considerato come segno di punteggiatura ridondante, è ora considerato il grafema che rappresenta il suono /o/;
- il segno  precedentemente interpretato come grafia alternativa di "S"  è ora considerato il grafema che rappresenta il suono /v/;
- il segno  precedentemente incompreso, è ora considerato come corrispondente alla lettera "Q" (suono /k/ davanti a /w/)
- il segno  precedentemente incompreso, è ora considerato il grafema che rappresenta il suono /g/ (suono duro).

Si è così appurato che una caratteristica dell'alfabeto piceno è quella di usare dei punti al posto dei segni che in altri alfabeti sono tratti o circoli: 
- la “O” diviene un punto al centro ;
- la "F", che in alfabeti coevi ha spesso forma a "8", è resa con due punti sovrapposti ;
- la variante della "T" è realizzata con un punto al posto del tratto orizzontale ;
- la variante della "Q" presenta un punto al centro al posto della linea verticale ;
- la variante della "A" presenta un punto al posto del tratto orizzontale .

Il dibattito sul valore fonetico del segno  e del segno  è comunque ancora aperto e non mancano opinioni discordanti.
Le nuove interpretazioni delle lettere elencate sopra hanno portato a un deciso miglioramento della comprensione della lingua picena e, nel 1985, a una prima traduzione dei vari testi. Insieme a ciò, l'emergere di ulteriori testimonianze e il fiorire di nuovi studi permettono oggi di inserire la lingua in questione in sicuro ambito italico e quindi indoeuropeo, all'interno di un contesto locale comunque complesso e caratterizzato da un continuum linguistico.

### Andamento
La scrittura, in quasi tutte le iscrizioni ha un andamento bustrofedico, ossia non ha una direzione fissa, ma procede in un senso fino al margine scrittorio e prosegue a ritroso nel senso opposto, secondo un procedimento "a nastro", senza andare a capo; l'andamento ricorda quindi quello dei solchi tracciati dall'aratro in un campo. Nella riga di ritorno si nota il rovesciamento delle lettere.
Fanno eccezioni due iscrizioni che comunque si differenziano anche per altre caratteristiche: si tratta dell'iscrizione del guerriero di Capestrano, l'unica posta su una scultura, il cui testo è su una riga unica, e quella del cippo di Cures, l'unica paleo-sabellica sinora nota sul versante tirrenico, in cui si adotta l'uso di andare a capo. L'iscrizione dell'elmo di Campovalano non si può considerare bustrofedica a causa della sua brevità. La scrittura bustrofedica è tipica anche di altre lingue antiche.

### Relazione con la lingua di Novilara
Nella necropoli di Novilara, che sotto tutti gli altri aspetti ha restituito reperti tipicamente piceni, è attestata la cosiddetta lingua picena settentrionale o di Novilara, caratterizzata da un alfabeto diverso da quello sudpiceno e in genere dagli altri alfabeti italici.
Questa lingua ha un corpus di quattro iscrizioni, di cui solo due (o forse una sola) di accertata origine archeologica; pur essendo leggibile, è ritenuta di natura oscura e dunque intraducibile; ciò che è sicuro è che essa non è correlata in alcun modo con la lingua picena meridionale.
Nel 2021 è stato edito uno studio che, se confermato, chiarirebbe tanti dubbi: in esso si afferma che sarebbe stato un antiquario fanese ottocentesco ad aver realizzato le iscrizioni di Novilara dubbie, come sembra appurato dal ritrovamento a Poggio Cinolfo, nel terreno di una casa di sua proprietà, di due false stele. Le stele di Poggio Cinolfo sono state ritrovate nel 1989, considerate dapprima come testimonianze autentiche di scrittura in lingua osca e poi, riesaminate nuovamente negli anni Duemila, ritenute delle contraffazioni.

## Classificazione
Il Piceno appare come un dialetto particolarmente prossimo all'Umbro. Il nesso dialettale sarebbe però da rapportare a una fase arcaica dell'umbro, detta "umbro antico" o, perfino, "osco-umbro" non differenziato.
Le iscrizioni picene risultano in effetti estese su un'area maggiore rispetto a quella che appare storicamente occupata dai Piceni (attuali Marche e provincia abruzzese di Teramo), "sconfinando" verso sud in territorio vestino, peligno e marrucino, e sono ritenute spesso cronologicamente anteriori (ante V secolo a.C.) a quelle in tali altre varietà. Il quadro linguistico del medio versante adriatico risulta pertanto confuso, e ancora oggetto di ricerca.

## Corpusdelle testimonianze
Il corpus delle iscrizioni del Sudpiceno è finora costituito da ventotto iscrizioni su pietra o bronzo che vanno dal VI secolo a.C. fino al IV secolo a.C. La datazione è stata stimata in base alle caratteristiche delle lettere e, quando è stato possibile, al contesto archeologico.
La maggior parte delle iscrizioni sono incise su stele o su cippi di arenaria o calcare. Altre, invece, si trovano su statue o oggetti bronzei. Spesso sono relative a contesti funerari. In alcuni casi le iscrizioni sono frammentarie.
A volte i testi ricorrono alla deissi: il pronome "io" si riferisce talvolta al monumento (secondo lo schema dell'oggetto parlante), altre volte invece si riferisce all'autore del testo. Il pronome "tu", similmente, a volte si riferisce al lettore e altre volte al destinatario dell'iscrizione. In alcuni testi si nota anche una ricerca di ritmicità, ottenuta attraverso l'allitterazione di suoni o attraverso la ripetizione degli stessi suoni all'inizio di due o più parole. In questi casi è lecito pensare che la sintassi e la struttura del testo siano influenzate da questo intento, con ripercussioni sulla distribuzione naturale delle parole nel discorso.
L'elenco completo è il seguente, in cui ogni iscrizione è preceduta dalla sigla con la quale è nota in letteratura, formata dalla provincia di ritrovamento associata ad un numero progressivo. Come si può notare, le collezioni più ricche di iscrizioni sudpicene sono conservate nel Museo archeologico nazionale delle Marche e nel Museo archeologico nazionale d'Abruzzo.
| sigla | oggetto                                                      | luogo di ritrovamento     | materiale          | datazione                    | luogo di conservazione e note                | parole leggibili |
| ----- | ------------------------------------------------------------ | ------------------------- | ------------------ | ---------------------------- | -------------------------------------------- | ---------------- |
| AP1   | stele (stele di Acquaviva Picena)                            | Acquaviva                 | ?                  | ?                            | Distrutta, ne rimane un apografo.            | 7                |
| AP2   | cippo (lato A) (cippo di Castignano)                         | Castignano                | arenaria           | VI secolo a.C.               | Museo archeologico statale di Ascoli Piceno  | 14 sui due lati  |
| AP2   | cippo (lato B) (cippo di Castignano)                         | Castignano                | arenaria           | VI secolo a.C.               | Museo archeologico statale di Ascoli Piceno  | 14 sui due lati  |
| AP3   | stele                                                        | Belmonte                  | arenaria           | VI sec. a.C                  | Museo civico archeologico di Bologna         | 15               |
| AP4   | stele                                                        | Falerone                  | arenaria           | VI-V sec. a.C.               | Museo archeologico nazionale delle Marche    | 2                |
| AP5   | stele                                                        | Servigliano               | arenaria           | -                            | Museo archeologico nazionale delle Marche    | 3                |
| AP6   | frammento                                                    | Belmonte                  | arenaria           | -                            | Museo archeologico nazionale delle Marche    | 2                |
| AP?   | stele                                                        | Servigliano paese vecchio | arenaria           | -                            | Museo archeologico nazionale delle Marche    | 0                |
| AQ1   | cippo                                                        | Castel di Ieri            | calcare            | -                            | Museo archeologico nazionale d'Abruzzo       | 10               |
| AQ2   | statua del guerriero di Capestrano                           | Capestrano                | calcare            | tra VII e VI secolo a.C.     | Museo archeologico nazionale d'Abruzzo       | 8                |
| AQ3   | cippo frammentario                                           | Castel di Ieri            | calcare            | -                            | Museo archeologico nazionale di Napoli       | 6                |
| BA1   | elmo                                                         | Canosa                    | bronzo             | IV-III secolo a.C.           | Museo archeologico nazionale di Firenze      | ?                |
| BO1   | elmo                                                         | Bologna                   | bronzo             | IV-III secolo a.C.           | Museo civico archeologico di Bologna         | ?                |
| CH1   | stele (stele di Crecchio)                                    | Crecchio                  | arenaria           | V secolo a.C.                | Museo archeologico nazionale di Napoli       | 25               |
| CH2   | bracciale                                                    | valle del fiume Pescara?  | bronzo             | V secolo a.C.                | Museo archeologico nazionale d'Abruzzo       | 11               |
| MC1   | stele                                                        | Loro Piceno               | arenaria           | VI secolo a.C.               | Museo archeologico nazionale delle Marche    | 8                |
| MC2   | stele                                                        | Mogliano                  | arenaria           | VI secolo a.C.               | Museo archeologico nazionale delle Marche    | 4                |
| MC?   | frammento                                                    | Fiordimonte               | calcare            | IV secolo a.C.               | Museo «Raffaele Campelli» di Pievebovigliana | ?                |
| PU1   | stele                                                        | Mondolfo                  | arenaria e calcare | V secolo a.C.                | Museo Civico di Mondolfo                     | 3                |
| PU2   | stele                                                        | Mondolfo                  | arenaria e calcare | V secolo a.C.                | ?                                            | ?                |
| RI1   | cippo                                                        | Cures (Fara Sabina)       | calcare            | metà del V secolo a.C.       | Museo dell'Abbazia di Farfa                  | 10               |
| TE1   | cippo                                                        | Sant'Omero                | arenaria           | VI - metà V sec. a.C.        | Museo archeologico civico di Teramo          | 9                |
| TE2   | stele con bassorilievo di figura umana                       | Bellante                  | arenaria           | -                            | Museo archeologico nazionale di Napoli       | 9                |
| TE3   | stele                                                        | Bellante                  | arenaria           | fine VI sec. a.C.            | Museo archeologico nazionale di Napoli       | 1                |
| TE4   | coperchio di pisside                                         | Campovalano               | terracotta         | tra VII e VI secolo a.C.     | Museo archeologico nazionale di Campli       | 2                |
| TE5   | stele con bassorilievo di testa umana                        | Penna Sant'Andrea         | calcare            | prima metà del V secolo a.C. | Museo archeologico nazionale d'Abruzzo       | 20               |
| TE6   | frammento superiore di stele con bassorilievo di testa umana | Penna Sant'Andrea         | calcare            | prima metà del V secolo a.C. | Museo archeologico nazionale d'Abruzzo       | 3                |
| TE7   | frammento inferiore di TE6                                   | Penna Sant'Andrea         | calcare            | prima metà del V secolo a.C. | Museo archeologico nazionale d'Abruzzo       | 12               |

## Esame di alcune stele ed esempi di traduzione

### Stele di Mondolfo
A Mondolfo, diversi decenni or sono, una stele picena era stata rinvenuta casualmente durante lo scasso di una vigna e poi, non riconosciuta come tale, utilizzata come sedile.
Dal 1982 al 2014 il presidente dell'Archeoclub di Mondolfo, Roberto Bernacchia, ne aveva ripetutamente e inutilmente segnalato la presenza agli enti proposti, fino a che, in seguito a sopralluoghi, nel 2016 finalmente il reperto è stato preso in custodia dal Comando Carabinieri per la Tutela del Patrimonio Culturale di Ancona e infine esposto nel museo civico di Mondolfo.
La stele riveste una notevole importanza, perché sfata il pregiudizio che sostiene l'impossibilità di trovare stele picene a nord dell'Esino e getta nuova luce sulla lingua parlata dai Piceni delle attuali Marche settentrionali.
La trascrizione è resa difficoltosa a causa dell'usura della pietra, utilizzata per decenni come sedile; esistono perciò tre ipotesi parzialmente alternative. Se ne riporta una nella tabella sottostante, a titolo di esempio.
| testo→ trascrizione→ | ... P T Ù (I) R O N I S | ...... ... [N] O U I ... ... | ... A Ù L N Ì (... ...) |
| -------------------- | ----------------------- | ---------------------------- | ----------------------- |

Si pensa che i tre termini siano quelli tipici della formula onomastica, ma non è da escludere la possibilità che i primi due termini si riferiscano a colui che ha dedicato la stele e l'ultimo termine si riferisca invece al destinatario, come nell'iscrizione del guerriero di Capestrano.
Dallo stesso terreno in cui si è ritrovata la stele appena descritta, proviene una seconda stele iscritta, ma a causa dell'usura è possibile identificare solo alcune lettere.

### Stele di Loro Piceno

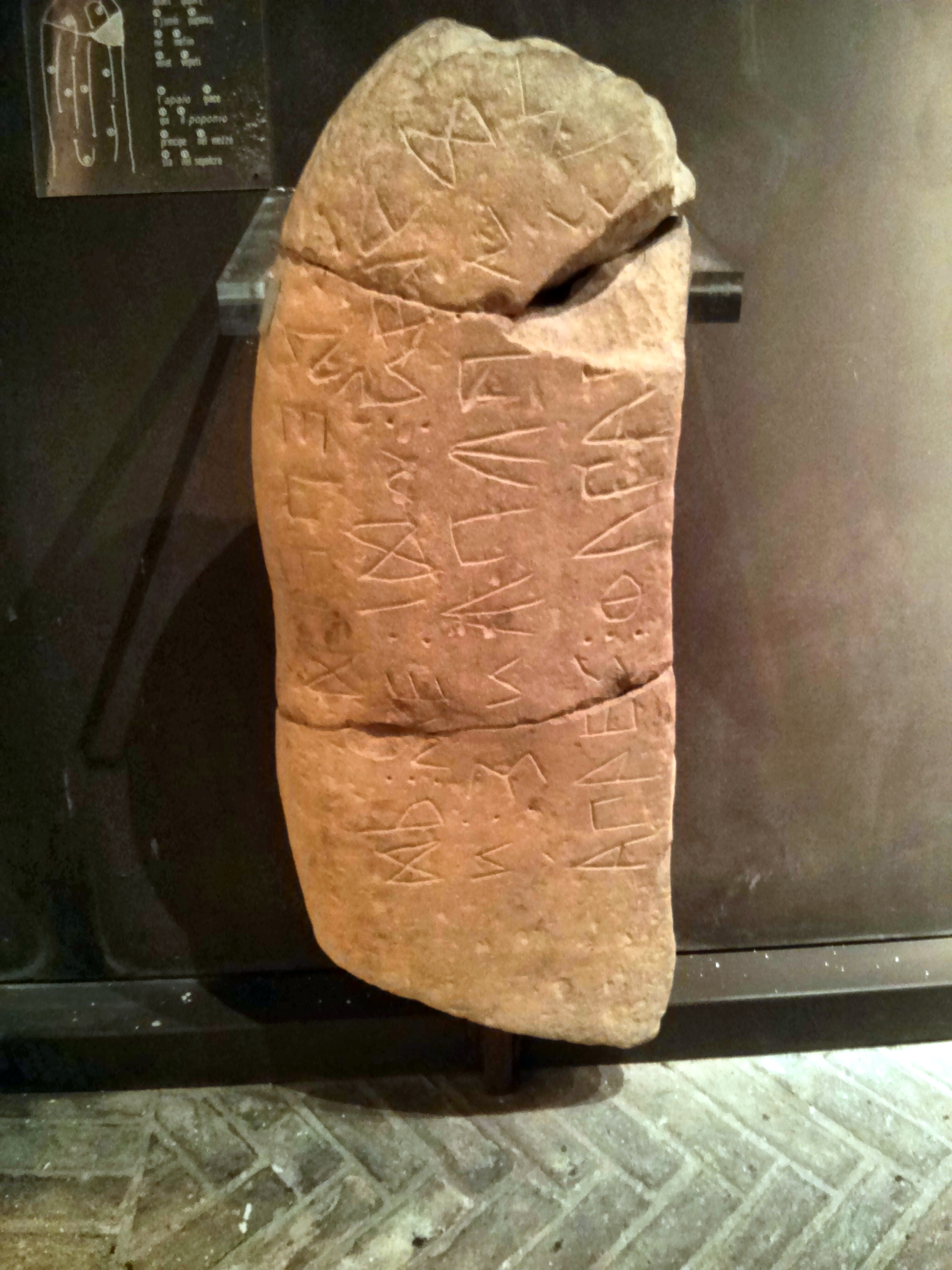
Stele di Loro Piceno (MC1)

Nella tabella sottostante, a titolo di esempio, si riportano il testo e le varie ipotesi di traduzione della stele di Loro Piceno (MC1), ritrovata nel 1943, durante la Seconda Guerra Mondiale, mentre erano in corso i lavori di demolizione di un piccolo edificio lungo la circonvallazione.
Per quanto riguarda il significato, ci sono due termini oggetto di fitto dibattito: apaes e púpúnis, ricorrenti anche in altre epigrafi (con varie desinenze). Secondo alcuni studiosi i termini sembrano individuare ruoli pubblici, ma non è facile da individuare e comprendere quali di preciso, riferendosi ad una realtà che non conosciamo da questo punto di vista; c'è anche chi sostiene l'ipotesi che púpúnis sia un termine etnico che indica il nome del popolo piceno. Secondo altri, invece, Apaes è un nome proprio di persona e puupuunis si riferisce al tumulo; secondo altri ancora, Apaes è un nome proprio di persona e puupuunis è un aggettivo traducibile come "eccellente", "illustre".
Il testo inizia sul lato destro della stele, in basso, e procede verso l'alto.

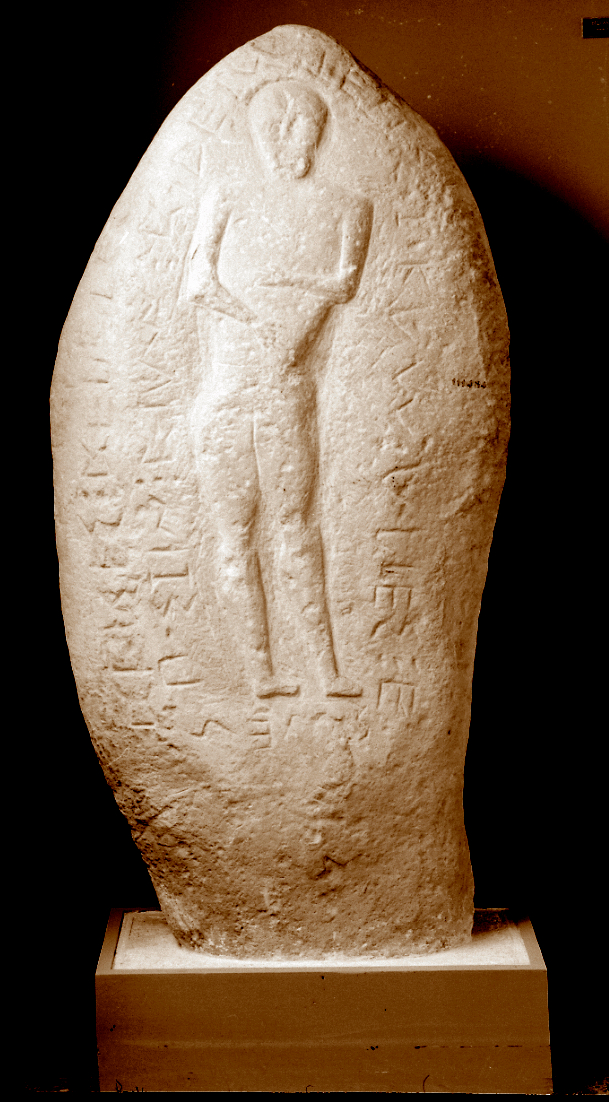
Stele di Bellante (TE2)

| testo→ trascriz.→                   | APAES   | QUPAT        | ... [E]SMÌN | PÙPÙNIS                 | NÌR                   | MEFIÌN                  | SEIAT       | VEPETÌ                    |                                                                                 |
| ----------------------------------- | ------- | ------------ | ----------- | ----------------------- | --------------------- | ----------------------- | ----------- | ------------------------- | ------------------------------------------------------------------------------- |
| Pompilio Bonvicini (2001)           | Appaio  | giace        | qui         | nel tumulo              | un guerriero valoroso | di mezzo                | nella via   | seppellì                  | Qui giace Appaio. Un guerriero valoroso lo seppellì nella via di mezzo.         |
| Piceni popolo d'Europa (1999)       | Il capo | giace        | qui         | dei pupunis             | principe valoroso     | in mezzo                | sta         | nel sepolcro              | Il capo dei Pupunis giace qui. Il principe valoroso sta in mezzo, nel sepolcro. |
| Museo Nazionale delle Marche (1988) | L'apaio | giace        | qui         | Il poponio              | principe              | in mezzo                | sta         | nel sepolcro              | L'apaio giace qui. Il principe poponio sta in mezzo nel sepolcro.               |
| (LA) Adolfo Zavaroni (2003)         | Apaes   | cubat riposa | heic qui    | excellens un eccellente | vir uomo              | in eminentia di rilievo | iacet giace | in sepultura nel sepolcro | Apaes riposa qui. Un uomo eccellente e di rilievo giace nel sepolcro.           |

### Stele di Bellante
L'iscrizione di Bellante (TE2) fu rinvenuta nel 1867 (o 1869) nell'alveo di un torrente, in una località all'epoca denominata "Castel S. Andrea".
L'iscrizione contorna una figura umana centrale, con le braccia poste in modo analogo a quelle del Guerriero di Capestrano. Nel 2019 ne è stata realizzata una copia conforme da porre nel paese di ritrovamento.
Il testo della stele è riportato nella tabella seguente, con traslitterazione e una proposta di traduzione.
| testo → trascrizione → | POSTIN | VIAM | VIDETAS | TETIS    | TOKAM      | ALIES | ESMEN     | VEPSES  | VEPETEN  |
| ---------------------- | ------ | ---- | ------- | -------- | ---------- | ----- | --------- | ------- | -------- |
| Gabriele Costa (2000)  | Per    | via  | vedete  | di Titos | l'immagine | Alios | in questo | sepolto | sepolcro |

Il testo inizia a fianco della gamba dell'immagine scolpita, in basso a sinistra, e procede verso l'alto.
Ordinando le parole, la traduzione proposta è dunque:
"Per via, vedete l'immagine (maschera, simulacro) di Titos Alios, sepolto in questo sepolcro"
L'"immagine" a cui si farebbe riferimento nell'iscrizione è la figura a rilievo del defunto scolpita sulla stele; si veda la foto qui pubblicata.
Secondo il filologo classico Calvert Watkins, il testo della stele di Bellante sarebbe uno dei primi esempi di poesia italica; l'affermazione è basata sul fatto che nel testo esistono tre allitterazioni: viam - videtas, tetis - tokam, vepses - vepeten.

## Alfabeto
Si presenta nella tabella seguente l'alfabeto piceno. Dato che alcune lettere sono interpretate diversamente dai vari autori citati in bibliografia, si segue l'interpretazione più comune.

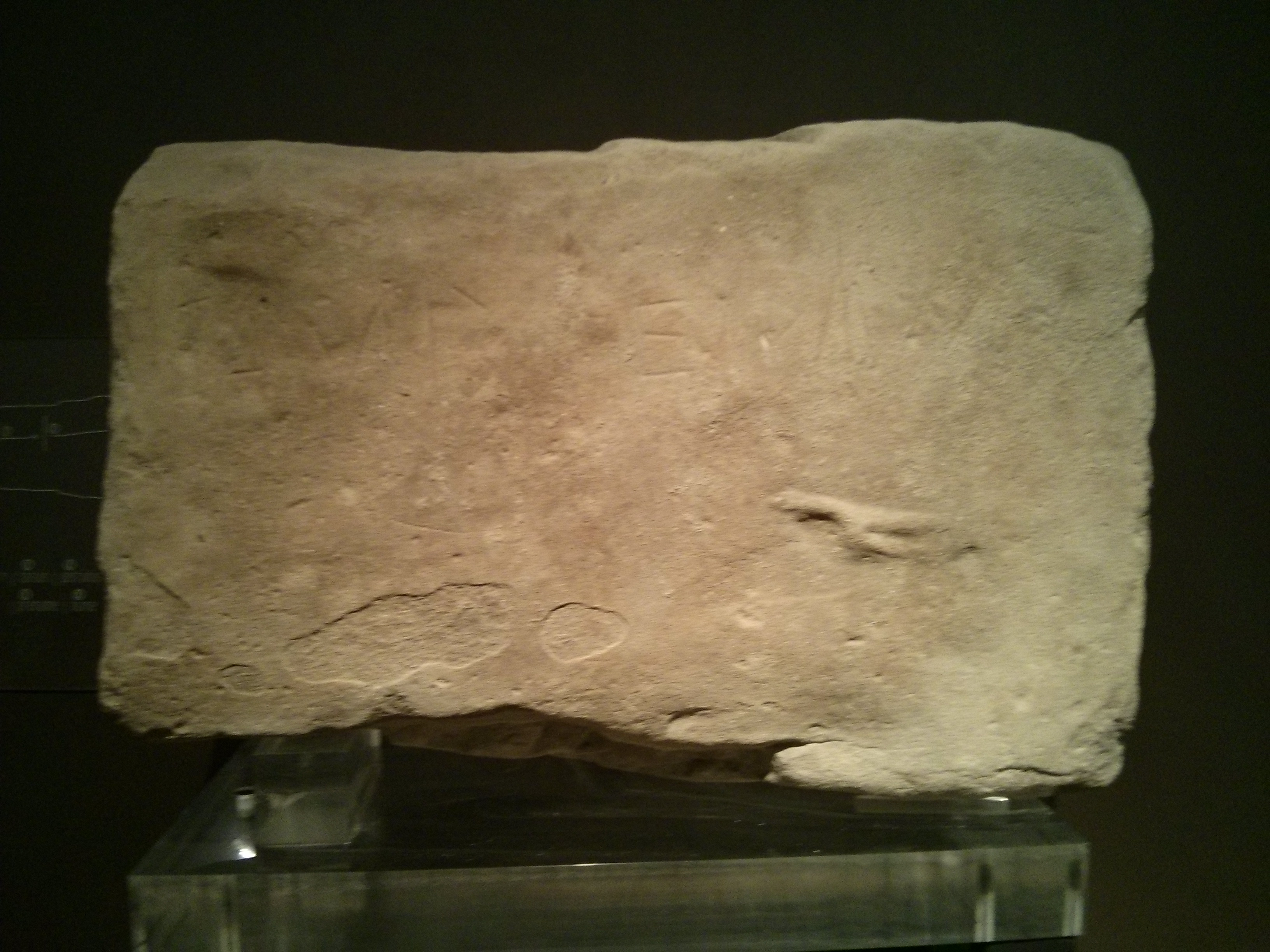
Cippo di Falerone (AP4)

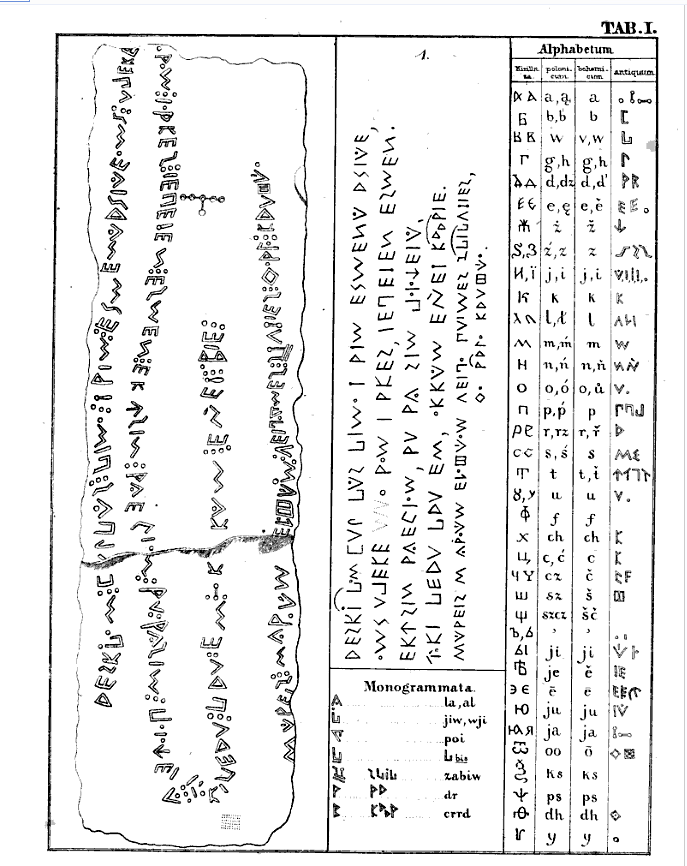
Un'antica riproduzione della stele di Crecchio (CH1)

| suono indicato con la trascrizione fonetica dell'alfabeto fonetico internazionale | elenco delle lettere dell'alfabeto sud-piceno (ed eventuale grafia alternativa) | lettera utilizzata nelle trascrizioni (e indicazioni di pronuncia) |
| --------------------------------------------------------------------------------- | ------------------------------------------------------------------------------- | ------------------------------------------------------------------ |
| [a]                                                                               | oppure                                                                          | A                                                                  |
| [b]                                                                               |                                                                                 | B                                                                  |
| [k]                                                                               |                                                                                 | K (C dura)                                                         |
| [d]                                                                               |                                                                                 | D                                                                  |
| [e]                                                                               |                                                                                 | E (E aperta)                                                       |
| [ɸ] - [f]                                                                         |                                                                                 | F                                                                  |
| [g]                                                                               |                                                                                 | G (G dura)                                                         |
| [h]                                                                               |                                                                                 | H (H aspirata - non esiste in italiano)                            |
| [i] - [j]                                                                         |                                                                                 | I                                                                  |
| [ɛ]                                                                               | oppure                                                                          | Í (E chiusa)                                                       |
| [l]                                                                               |                                                                                 | L                                                                  |
| [m]                                                                               |                                                                                 | M                                                                  |
| [n]                                                                               |                                                                                 | N                                                                  |
| [ɔ]                                                                               |                                                                                 | O (O aperta)                                                       |
| [p]                                                                               |                                                                                 | P                                                                  |
| [k] davanti a [w]                                                                 | oppure                                                                          | Q                                                                  |
| [r]                                                                               |                                                                                 | R                                                                  |
| [s]                                                                               |                                                                                 | S                                                                  |
| [t]                                                                               | oppure                                                                          | T                                                                  |
| [u] - [w]                                                                         |                                                                                 | U                                                                  |
| [o]                                                                               |                                                                                 | Ú (O chiusa)                                                       |
| [v]                                                                               |                                                                                 | V                                                                  |
| [ts] o [dz]                                                                       | oppure                                                                          | Z                                                                  |
| suono non ancora decifrato, forse [ś]                                             |                                                                                 | ?                                                                  |
| (non è un suono, ma il segno grafico per staccare una parola dall'altra)          |                                                                                 | (spazio tra due parole)                                            |